# 阿斯卡莱恩效应
阿斯卡莱恩效应（英語：Askaryan effect）是指粒子在较密的电介质（如盐、冰或月壤）中，以比光的相速快的速度运动，电介质就会产生一束带各向异性电荷的二次粒子，成为电磁谱中无线电或微波电磁波，以锥形发射。阿斯卡莱恩效应以切伦科夫效应为基础。

## 歷史
它是亚美尼亚裔苏联物理学家古尔根·阿斯卡良于1962年提出的假设。38年后，于2000年实验观察到。目前，已在硅砂、岩盐和冰中观察到这种效应。
最主要令人对这效应感兴趣的原因是，可用大块材料去探测超高能的中微子。
Antarctic Impulse Transient Antenna (ANITA)  实验已使用气球搭载的天线探测到高能中微子通过南极的冰层时由阿斯卡莱恩效应产生的射电辐射；正在建设中的 Askaryan Radio Array (ARA)实验也利用同样的原理来探测高能中微子。有几种实验基于阿斯卡莱恩辐射，也用月亮作中微子探测器。